# 維克斯堡戰役
維克斯堡戰役（英文: Vicksburg campaign）是美國內戰西部戰區一場重要的戰役。戰役發生在密西西比河中下游地區，以美利堅聯盟國密西西比州的維克斯堡為核心展開了一系列戰鬥的總和。雙方的總指揮為美利堅合眾國陸軍田納西軍團總司令，少將尤利西斯·辛普森·格蘭特和美利堅聯盟國中將約翰·克里福德·彭博頓。
維克斯堡戰役從1862年12月正式開始，到1863年7月4日彭博頓投降結束。美利堅合眾國投入海軍和陸軍多兵種協同作戰。戰役包含了11次大小戰鬥，戰鬥型態包含了兩棲登陸，運動戰，要塞攻堅戰等多種形式。美國歷史學家根據戰役的指揮者和聯邦軍組織型態將維克斯堡戰役分成兩個主要階段：維克斯堡戰役前哨戰階段（1862年12月至1863年1月，又稱“對維克斯堡的軍事行動”，英文：operations against Vicksburg）以及維克斯堡攻擊戰階段（1863年3月至7月，又稱“格蘭特對維克斯堡的軍事行動”，英文：Grant's operations against Vicksburg）。在前哨戰階段，聯邦軍目的尚未確定，指揮也未統一。之後格蘭特逐步接管了戰役指揮權，並且組織了數次小規模試探性運動戰以奪取或者繞過維克斯堡但未獲得成功。在維克斯堡攻擊戰階段，格蘭特明確了消滅維克斯堡附近邦聯軍的作戰總目的，並投入了主力部隊兵分兩路，一路從路易斯安那州州迂迴到維克斯堡下游，一路則在美國海軍的戰艦配合下，沿密西西比河南下闖過維克斯堡城內邦聯砲兵封鎖線。兩路在維克斯堡以南回合後，成功深入維克斯堡的後方縱深，並佔領密西西比州州府傑克遜。維克斯堡遂成為孤城，並在聯邦軍猛攻下於1863年7月4日開城投降。
維克斯堡戰役勝利前1天，聯邦軍在蓋茨堡戰役取得勝利，5天後，密西西比河下游邦聯軍最後據點哈德遜港（Port Hudson）也開城投降。這三場戰役被視為美國內戰的轉折點之一。維克斯堡戰役和哈德遜港戰役的勝利使得聯邦軍完成全劇密西西比河，切斷邦聯主體和西部德克薩斯州，阿肯色州的聯繫。同時聯邦軍可以利用密西西比河水上交通線，快速溝通西部戰區和東部戰區，並且深入邦聯國的大後方。至此，美利堅聯盟國在內戰的失敗已成為定局。

## 背景

### 戰役前態勢
密西西比河將聯盟國分成兩個部分：東部主要地區和西部的德克薩斯，阿肯色和路易斯安納州。1862年夏，聯邦軍先後取得了新奧爾良戰役和第一次孟菲斯戰役的勝利，從密西西比河上下游開始對聯盟國進行截斷。聯盟國則控制了維克斯堡到下游哈德遜堡的一段江面，構成了一條東西交通線。聯盟國總統傑佛遜·戴維斯說過，“維克斯堡是把兩塊聯盟國版圖釘在一起的釘子”。同樣對於聯邦軍而言，維克斯堡的存在使得密西西比河上下游控制區無法直接溝通，上游的部隊無法對下游進行直接支援。維克斯堡城位於密西西比河東岸，密西西比河三角洲腹地，亞祖河於密西西比河交匯處，周圍水網密佈，遍佈沼澤，泥潭等地形。道路條件差，人跡罕至，不利於軍事行動。而維克斯堡則位於河東岸高地上，地勢險峻，易守難攻。密西西比河向先往西北後轉一個大彎後向南沿城而下，在維克斯堡可以清晰觀察河面任何動向並用砲火封鎖整個江面。聯盟國在維克斯堡及亞祖河上游的海耶斯峭壁（Haynes Bluff）上構築了堅固的防禦陣地以阻擋來自聯邦軍的入侵。
在維克斯堡戰役開始前，聯邦軍就曾試圖奪取過維克斯堡。聯邦海軍上將戴維·法拉格特攻佔新奧爾良後，率領一支艦隊溯江而上，於1862年5月18日抵達維克斯堡城下並要求守軍投降但遭守軍拒絕。法拉格特艦隊缺乏兩棲登陸作戰的陸戰隊士兵，於是返回新奧爾良後，於6月底捲土重來。法拉格特艦隊和維克斯堡的砲台展開了砲戰，並和邦聯船隻和守軍進行了數次小規模交戰。法拉格特很快發現維克斯堡守軍實力雄厚，並非其單獨可以攻陷。法拉格特試圖在密西西比河河灣（德索托半島，英文：De Soto Peninsula）開掘運河，對密西西比河進行“裁彎取直”，以躲避維克斯堡城內的大砲射程。6月24日，法拉格特的下屬托馬斯·威廉姆斯陸軍准將（Thomas Williams）發動士兵和民夫開始挖掘運河，但很快發現工程量遠超預期，加之天氣炎熱和疾病流行，開掘計畫於7月24日終止並撤退。威廉姆斯後於巴吞魯日戰役中戰死。
合眾國總統亞伯拉罕·林肯也充分意識到了維克斯堡的重要性。林肯寫道“維克斯堡是（戰爭勝利）的鑰匙...我們只有把這個鑰匙掌握在手裡才能真正接近（戰爭勝利的目標）”。林肯認為維克斯堡戰役需要從密西西比河上下游同時分進合擊方能取得全勝。然而美國陸軍總司令官亨利·韋傑·哈勒克在1862年夏任西部戰場指揮官時，卻未增派陸軍支援法拉格特的進攻。哈勒克於當年7月調往華府擔任美國陸軍總司令。此時田納西軍團（Army of the Tennessee，又稱為第13軍團，英文：XIII Corps）司令官尤利西斯·辛普森·格蘭特的下屬約翰·亞歷山大·馬克克拉南（John Alexander McClernand）少將（民族黨政客）也告假來到了華府，通過其政治影響力和私人關係遊說了林肯總統。林肯遂命令馬克克拉南在田納西州組織一直新的軍級部隊，從北往南進攻維克斯堡，同時命令納撒尼爾·班克斯（Nathaniel P. Banks）少將所屬部隊從下游策應。然而哈勒克總司令官卻對馬克克拉南組織戰役的能力表示質疑，更看好格蘭特。最後與11月下令格蘭特統一指揮田納西軍團全部部隊向南進取維克斯堡。
因為如上政治上的爭議，田納西軍團亦進行了整編。田納西軍團（Arny of Tennessee）雖然人多勢眾，但編制上只有第13軍一個軍。整編後編為第13，15，16，17四個軍。馬克克拉南新徵募的軍隊被授予第13軍（新）的番號，威廉·特庫姆賽·薛曼少將指揮的幾個師團被編成第15軍。在戰役中，第13和15軍曾暫時交由馬克克拉南指揮並非正式的稱為“密西西比軍團”，整個整編過程一直持續到戰役開始後的1863年2月方才正式完成。
與此同時，邦聯軍也加固了防線應對聯邦軍進攻，邦聯軍司令官為約翰·克里福德·彭博頓中將，其司令部駐維克斯堡，直接指揮駐守維克斯堡和州府傑克遜的12,000人，厄爾·范·道恩（Earl Van Dorn）少將則分兵24,000人與格拉納達為策應
1862年11月，格蘭特率田納西軍團全軍沿“密西西比中央鐵路”（Mississippi Central Railroad）集結南下，並在孟菲斯東南的聖泉鎮建立前進兵站。其主要下屬少將威廉·特庫姆賽·薛曼率領4個師團約32,000名士兵沿密西西比河先行南下，格蘭特則率領剩餘40,000人進駐牛津鎮，以引誘格拉納達的邦聯守軍出城野戰。

## 維克斯堡戰役前哨戰（1862年12月至1863年2月）

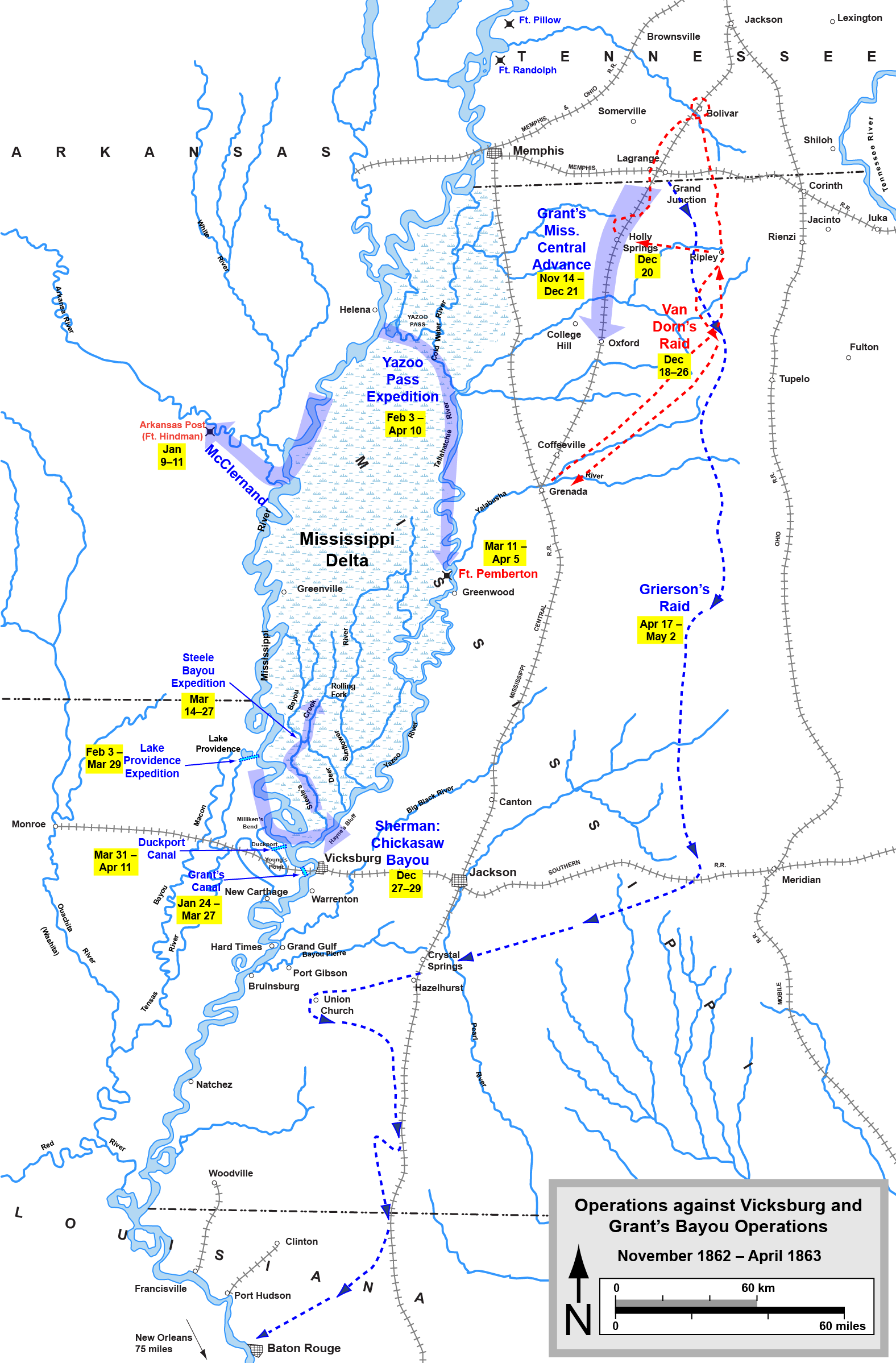
維克斯堡前哨戰和格蘭特河口行動示意圖
邦聯軍
聯邦軍

### 奇克索溪戰鬥（1862年12月26至29日）
薛曼率領三個師團的聯邦軍從維克斯堡東北，亞祖河畔的約翰遜種植園（Johnson's Plantation）出發，接近維克斯堡邦聯軍防線。12月27日，聯邦軍試圖進攻穿過一片沼澤進攻邦聯陣地核桃山（Walnut Hills）但被擊敗。28日聯邦軍試圖繞過邦聯軍防禦陣地未能成功。29日，薛曼下令對邦聯軍陣地發起正面進攻，在付出慘重代價後仍然未能突破邦聯陣地，被迫停止進攻回到出發地。
在薛曼試圖突破維克斯堡守軍陣地同時，格蘭特的主力南下也遭受挫折。邦聯軍駐守格拉納達的部隊在范·道恩准將和內森·貝德福德·弗里斯特（Nathan Bedford Forrest）准將指揮下奇襲格蘭特後方的聖泉兵站，破壞其補給，最終導致格蘭特退兵。
兩處戰事不利後，1月初，馬克克拉南從華府回到孟菲斯，招募士兵組建新的部隊（後被授予第13軍番號，軍司令官喬治·華盛頓·摩根），由於其得到了林肯總統的授權，馬克克拉南遂開始獨立於格蘭特的軍事行動。馬克克拉南命令薛曼率領的第15軍受其節制，並將13，15兩個軍合併為“密西西比軍團”。雖然薛曼為格蘭特的部下，但薛曼仍然遵照馬克克拉南的命令讓第15軍歸其指揮。之後薛曼建議攻擊阿肯色州阿肯色河（密西西比河之流）上邦聯重兵把守的辛德曼堡（Fort Hindman），以隔絕駐守在那裡的邦聯海軍順流而下增援維克斯堡前線。該計畫得到了林肯總統的批准，但沒有事先知會格蘭特或陸軍總司令部。

### 辛德曼堡戰鬥（1863年1月9日至11日）
辛德曼堡戰鬥又稱為阿肯色波斯特戰鬥，是一場陸海軍聯合作戰。聯邦海軍少將大衛·迪克森·波特（David Dixon Porter）於1863年1月9日夜將薛曼指揮的陸軍部隊偷運至阿肯色波斯特地區登陸。海軍砲艇和陸軍水路並進，沿河而上向辛德曼堡開去。守軍被迫放棄堡外陣地，撤退到預設堅固陣地抵抗。1月10日，波特下令艦隊靠近辛德曼堡並猛烈砲轟之直到黃昏方才停火，同時陸軍在阿肯色和對岸架設砲兵陣地。11日，陸海軍砲火同時對辛德曼堡發起猛轟，步兵也推進到一線出發位置，同時艦隊部份艦艇駛過辛德曼堡在上游待命以斷絕守軍退路。摩根率領13軍團發動了數次步兵衝鋒後，11日下午守軍宣佈投降。
雖然辛德曼堡戰役和維克斯堡戰役最終的關係並不大，且聯邦軍傷亡慘重，但該戰役拔除了聯邦軍戰線後方的一個釘子，使聯邦軍在後方運補無後顧之憂。雖然格蘭特對戰鬥的發起時未知會其本人表示了明顯的不悅，但得知戰役的勝利以及其好友薛曼在其中的積極作用後，仍欣然接受之。戰鬥結束後格蘭特命令密西西比軍團的兩個軍歸入其統一指揮下。

## 格蘭特溪地行動 (1863年1至3月)
1863年1月至3月，格蘭特指揮部隊對維克斯堡及周邊展開了數次小規模試探性軍事行動。這些行動被統稱為“格蘭特溪地行動”（Grant's bayou operations）。這些行動的目的是探索不強攻維克斯堡而全據密西西比河，切斷運輸線的可能。

### 開掘運河行動
早在1862年夏法拉格特單獨進攻維克斯堡期間，威廉姆斯准將就試圖在維克斯堡城西河彎處開鑿運河，以繞過密西西比河受維克斯堡砲台威脅的江面。1863年1月，格蘭特重新考慮該計畫，並下令位於附近的薛曼所屬部隊繼續開挖運河。開掘運河得到海軍的支持和林肯總統的許可。薛曼自嘲的稱之為“巴特勒的小水溝”（Butler's Ditch），巴特勒是聯邦軍少將，威廉姆斯准將的直接上司，下達了第一次開挖運河的命令。最初運河僅為6英尺寬和6英尺深（約1.8米寬，1.8米深）。林肯總統對運河開鑿的進度不斷詢問格蘭特，格蘭特考慮到運河的通行能力，命令薛曼加寬加深至60英尺寬，7英尺深（約18米寬，2.1米深）以通行大型戰艦和運輸船。這條運河被重命名為“格蘭特運河”（Grant's Canal）。但密西西比河三角洲的地理形勢顯然不利於開鑿運河。密西西比河突然暴漲的河水會沖垮運河末端，造成洪水肆虐。洪水退去後坍塌的堤垻和攜帶的泥沙往往讓運河淤積而不可用。為了開掘運河，甚至徵用了兩台大型蒸汽動力挖泥船，但卻遇到了城內守軍大砲的威脅。3月，運河開鑿工作宣告失敗並停止作業，殘留下的約200碼河道為如今維克斯堡國家軍事公園的一部分。

### 進軍普羅維登斯湖
在維克斯堡城外河彎處開鑿運河的同時，格蘭特下令詹姆士·博德埃·麥花臣（James Birdseye McPherson）准將率軍開鑿聯繫密西西比河到普羅維登斯湖（Lake Providence）的運河。普羅維登斯湖位於密西西比河西側，維克斯堡東北方，是密西西比河改道留下的河跡湖。格蘭特的軍隊試圖通過普羅維登斯湖水上轉移到密西西比河西岸，隨後繞過維克斯堡南下支援波特少將圍攻哈德遜堡，並切斷維克斯堡和密西西比河西岸聯盟國州的聯繫。最後因為運力不足無法運送足夠兵力支援波特，以及格蘭特決定另尋良策，該行動最終被放棄。

### 進軍亞祖關
亞祖關（Yazoo Pass）位於維克斯堡上游的密西西比河東岸，和西岸阿肯色州的海倫娜隔河相望。東南亞祖河畔有亞祖城（Yazoo City）。亞祖關原為亞祖城通往孟菲斯的必經之地，內有月亮湖（Moon Lake）聯通亞祖河各水系。1856年修建了密西西比河大堤後，月亮湖和密西西比河的水路斷絕，此路遂廢。聯邦軍試圖重新打開這條水路，這樣就可以從密西西比河上游經月亮湖，冷水河（Cold Water River）,塔拉哈奇河（Tallahatchie River），至亞祖河，從而通過水路快速而安全的運動到維克斯堡的西北面，避免陸路行軍的長途跋涉以及密西西比河上邦聯防禦要塞，同時割裂維克斯堡和密西西比州北部邦聯軍的聯繫。1863年2約3日，聯邦軍炸開隔絕月亮湖和密西西比河之間的河堤，聯邦軍在海軍少校華生·史密斯和陸軍准將本傑明·梅伯里·普蘭迪斯的率領下，乘船開始南下。但隨即發現由於水道荒廢日久，兩岸樹木叢生，阻擋聯邦軍快速前進。得到北軍進攻消息後，邦聯軍迅速在塔拉哈奇河下游，和亞洛布沙河交匯處的格林伍德修建了防禦工事（彭博頓堡）。3月11，14，16日聯邦軍艦隊三次試圖攻擊彭博頓堡均被挫敗，聯邦軍遂放棄此項行動。

### 進軍斯蒂溪
彭博頓堡數次攔下從上游而下的聯邦軍艦隊後，波特少將率領艦隊也試圖從密西西比河的下游（維克斯堡城北）出發，沿斯蒂爾溪（Steele's Bayou），至鹿澗（Deer Creek）上溯。該行動可以避開邦聯守備同時在彭博頓堡河亞祖城之間地區登陸，建立守備點，威脅牽制彭博頓堡的側翼。1863年3月14日，行動開始。得知消息的邦聯軍故伎重演，砍伐大量樹木堆積在河道附近，以卡住蒸汽船的明輪。同時派出斥候和步兵在艦隊附近偵搜，伺機攻擊艦隊奪取船隻。在謝爾曼率領的隨船陸軍防禦下，最終擊退邦聯軍的攻擊，但進一步進取顯然風險過大，最後於3月底宣告中止。

### 開掘鴨港運河行動
鴨港（Duckport）位於維克斯堡城西北，有核桃溪（Walnut Bayou）可以繞過密西西比河維克斯堡段河面。但河道條件較差，不適合船隻通行。在鴨港開掘運河可以至少使得輕型船隻從密西西比河維克斯堡上游繞過維克斯堡至下游。然而1863年4月6日，鴨港運河基本開鑿完畢後，密西西比河水位開始下降，連輕型船隻也無法通行，此案被迫放棄。
從奇克索溪前哨戰鬥開始，在1862年12月至1863年3月時間裡，聯邦軍組織了7次行動或戰鬥，但大部分以失敗告終。聯邦軍機動力受到了泥濘的地形，洪水等因素限制，疾病和繁重的工程作業也困擾著聯邦軍。總司令官格蘭特在回憶錄中描述這段時間主要目的是探索各種戰術可能，並保持軍隊的工作量以避免師老兵疲，並沒有多大成功的把握。

## 格蘭特維克斯堡攻擊戰 (1863年4月至7月)

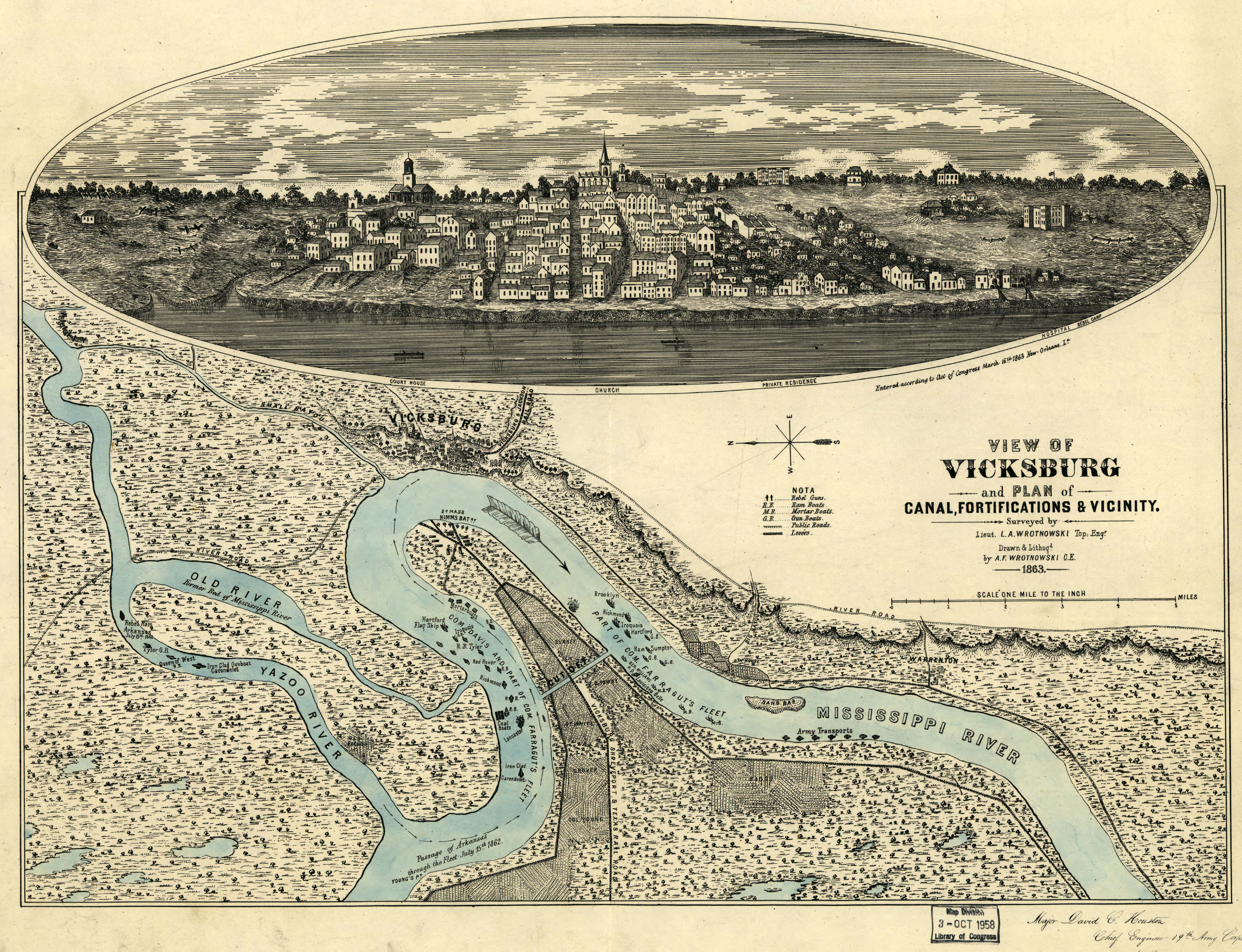
1863年維克斯堡戰役前城防圖

格蘭特在聯邦軍中以信念堅定著稱，不達到目的絕不放棄。在溪地機動作戰受挫後，格蘭特調整了部署，並最後制定了一項冒險計畫：放棄從密西西比河流域各種港汊小規模調兵遣將，而是直接率主力從密西西比河主河道南下，偷渡或強攻河面至下游，或登陸從南方進攻維克斯堡，或從南方向東，包抄維克斯堡後路，徹底包圍之，或繼續南下河班克斯少將的艦隊會師，先奪取哈德遜港，再全軍北上奪取維克斯堡。此戰關鍵在於波特少將指揮船隊，而且因為蒸汽船動力薄弱，逆流行駛尤為緩慢，一旦駛向下游後無論勝敗都無法返回上游。

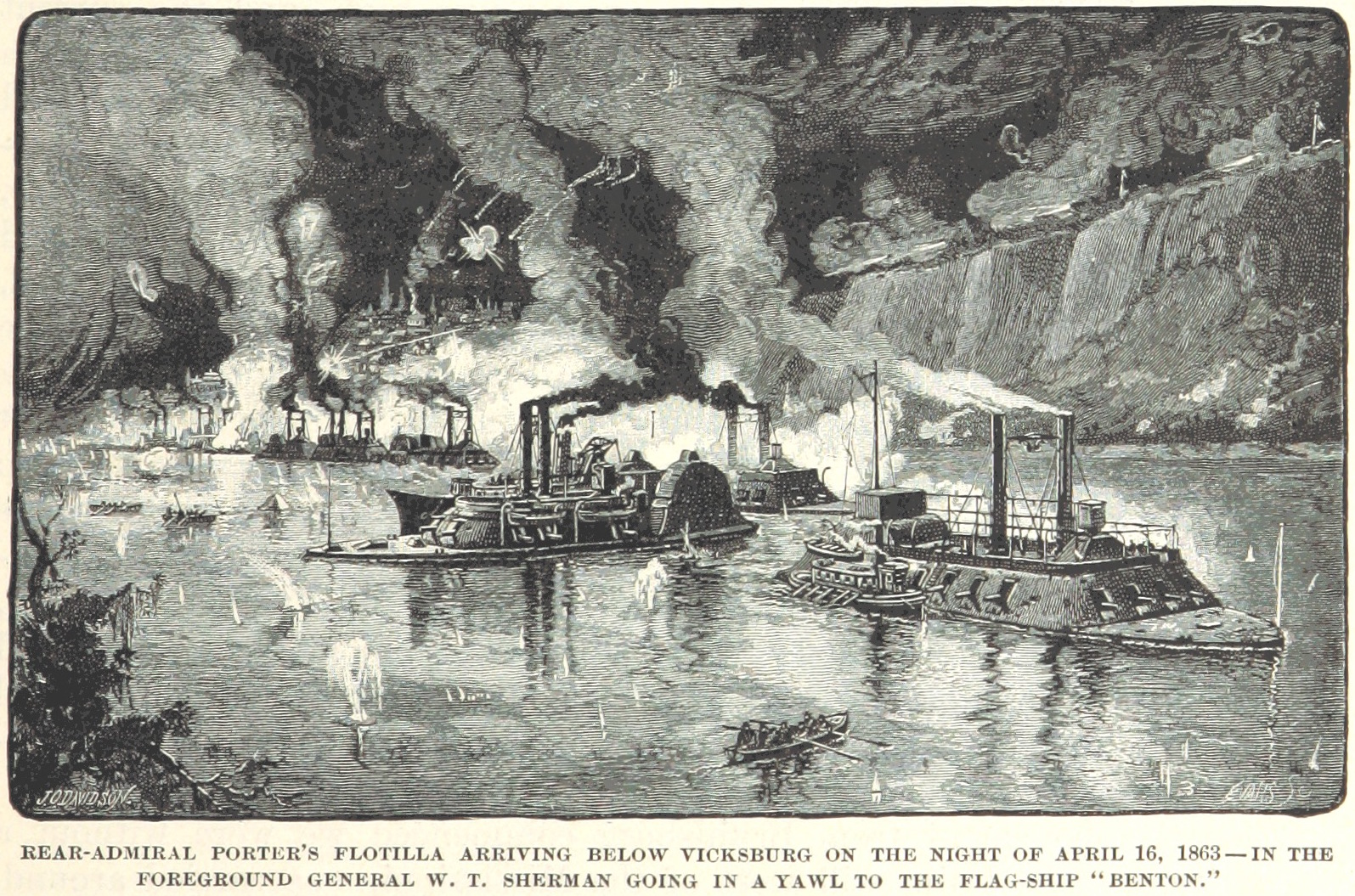
波特少將艦隊抵達，謝爾曼少將和隨從划舢舨登上旗艦“本頓”號（USS Benton）

1863年3月29日，馬克克拉南率領第13軍從陸路機動，工兵砍伐樹木，鋪設路面，至4月17日，從維克斯堡上游密西西比河米利肯灣（Milliken's Bend）繞過維克斯堡，鋪設到了下游河畔的“艱難地”（Hard Times），共70英里的臨時路面。第17軍和第15軍一部隨同轉移。海軍艦隊於4月16日出發。當年夜色晴朗，無月，波特少將率領7隻內河砲艦，3隻運輸船運送彈藥補給，悄然無息偷渡維克斯堡江面。偷渡不久後邦聯守軍發現並開火轟擊艦隊，聯邦艦隊砲艦遂開炮還擊。邦聯在沿岸多設火堆以照亮江面方便砲擊。然而波特發現邦聯軍火炮陣地設置過高，俯角不足。聯邦軍艦艇位置較低且距離近，大部分位於射擊死角，邦聯砲火雖猛烈但僅能擊中上層建築，無法傷及要害和火砲部位。艦船仍能航行和還擊。最後交戰結果是聯邦軍13人受傷，無人陣亡。10艘船隻僅“亨利·克雷”（Henry Clay）號重傷無法行動後被拋棄。4月22日，聯邦軍又組織了一次偷渡，6艘運輸船運載補給闖過了維克斯堡，一艘沉沒，船員鳧水至下游上岸脫險，無人傷亡。
在偷運的同時，格蘭特還組織了兩次行動以迷惑維克斯堡守軍。他令薛曼率軍佯攻維克斯堡北面的史奈德峭壁（Snyder's Bluff），又命騎兵上校本傑明·亨利·加里爾森率騎兵隊深入密西西比州中部縱深。薛曼的佯攻未能取得顯著戰果，但加里爾森的騎兵穿插滋擾效果不凡。彭博頓為肅清這一小股兵力，派出了大量機動力量偵搜追擊，造成了防禦力的分散。同時，班克斯在下游哈德遜堡和巴吞魯日的進攻也讓彭博頓不得不小心堤防來自另一側的威脅。

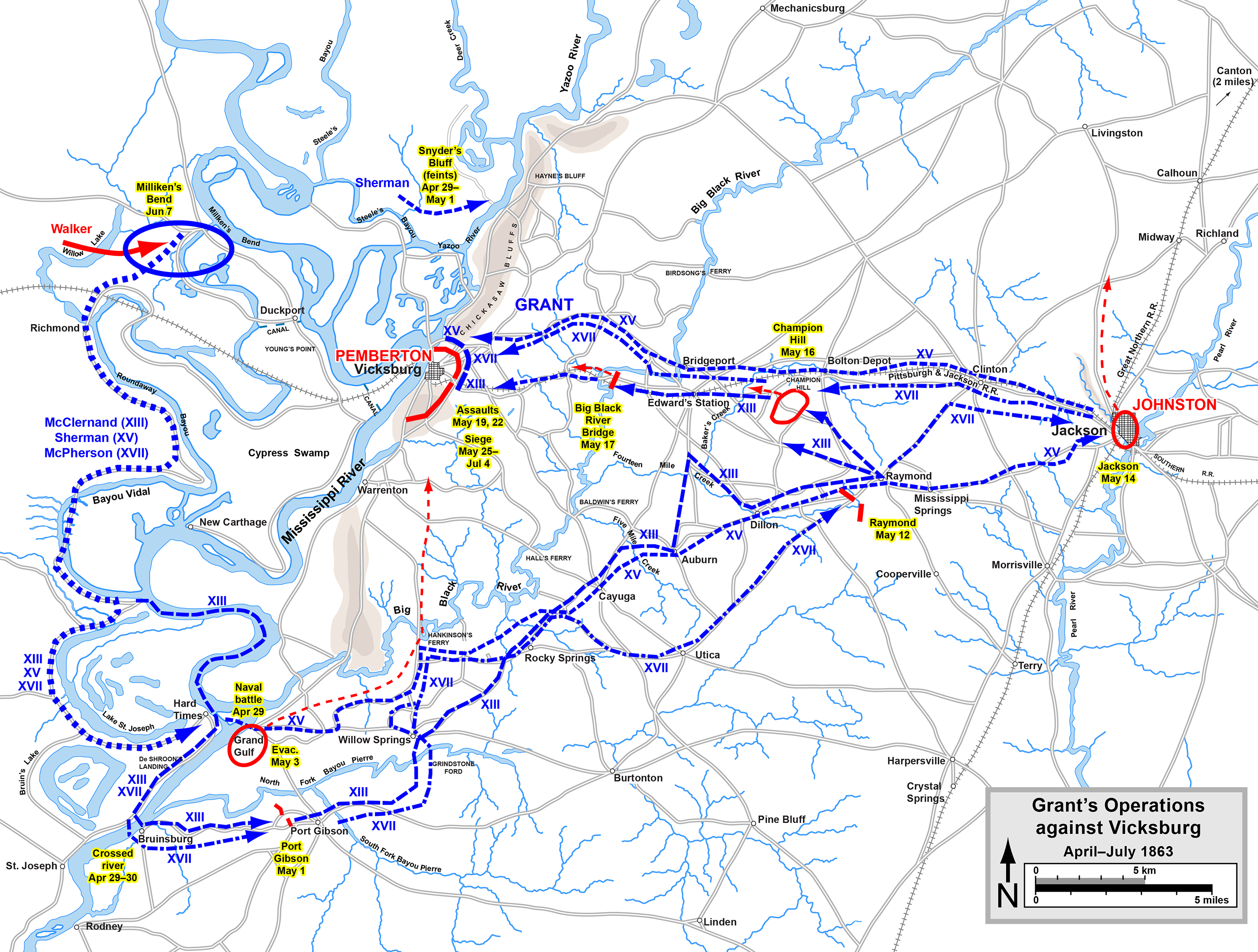
維克斯堡攻擊戰示意圖

### 大灣登陸戰
大灣（Grand Gulf）位於維克斯堡下游，密西西比河東岸。邦聯軍在此構築有砲兵陣地封鎖江面。1963年4月29日，波特率領的海軍艦隊和馬克克拉南率領的第13軍協同進攻大灣。早上8點，以7隻鐵甲艦為先鋒，聯邦海軍開始砲擊大灣邦聯軍防禦陣地，邦聯砲兵奮起還擊。聯邦海軍憑藉鐵甲艦，接近到100碼距離內猛烈轟擊，至下午1點，位置較近的砲台“韋德堡”被打垮，位置較遠的砲台“柯伯恩堡”仍在開火，而聯邦軍也有一隻鐵甲艦“塔斯坎比亞”號（USS Tuscumbia）受傷，退出陣列。聯邦艦隊見此暫時駛離。天黑後，聯邦鐵甲砲艦捲土重來，和邦聯剩餘砲兵猛烈對射，而運輸船則在鐵甲艦艦炮掩護下順流而下。與此同時，格蘭特下令在西岸的陸軍主力則通過陸路轉移至咖啡點（Coffee Point），並在迪沙倫種植園（Disharoon's plantation）登上運輸船擺渡至東岸的布魯斯堡（Bruinsburg），完成了對維克斯堡的戰略包抄。最終東岸登陸部隊達到17,000余人，大灣登陸戰也是第二次世界大戰諾曼第戰役前美軍歷史上最大規模的兩棲登陸作戰。登陸後部份先頭部隊立即出發向河邊小城吉布森港進軍，但被防禦的邦聯軍暫時擊退。

### 史奈德峭壁佯攻
在大灣登陸戰的同時，為了分散邦聯守軍的注意力，牽制其兵力，留守在維克斯堡以北密西西比河三角洲內第15軍的一部，在海軍少校基德·郎道夫·布雷斯和陸軍師團長小弗朗西斯·普雷斯頓·布萊爾的指揮下，於4月29日再次向亞祖河和奇克索溪口緩慢進發，並上溯奇克索溪。次日早上9點，在“德朗姆勾德峭壁”（Drumgould's Bluff）處和邦聯防禦砲台，並與之進行了砲戰。在戰鬥中聯邦海軍“喬克托”號（USS Choctaw）被命中超過50次，但未造成致命傷害且無人員傷亡。下午6點，運載陸軍登岸並沿著河堤（布萊克堤，英文：Blake's Levee）向砲兵陣地進攻。就在要接近德朗姆勾德峭壁時，突然正面遭遇一座邦聯砲台，邦聯的砲火對進攻部隊造成了一些傷亡和混亂。入夜後，陸上進攻被取消，部隊重新登上艦隻。次日，另一隻部隊從運輸船上登陸並繼續進攻，然而由於泥沼地形，以及邦聯軍的砲火抵抗，進展緩慢。聯邦軍砲艇和頻頻開砲助戰，至5月1日下午3點，雙方都有一定的損失，雙方砲擊的強度也逐漸下降，至當夜完全停止，聯邦軍將陸軍撤回運輸船上。由於當夜大灣登陸戰已經完成，格蘭特遂命令薛曼結束佯攻，將部隊撤回亞祖河和密西西比河河口待命。

### 吉布森港戰鬥
大灣登陸戰後，格蘭特集結主力，開始沿羅德尼路（Rodney Road）向東進軍要地吉布森港城。邦聯在吉布森港安排了守備部隊，並在羅德尼路上派出了前哨。4月30日午夜，聯邦軍的部隊遭遇到邦聯前哨，並與之交火了整整3個小時。至次日3點，方才繼續前進，並與凌晨佔領了一個種植園。5點30分，邦聯守軍出城了聯邦軍交戰，不利，被迫後退。雖然邦聯軍在聯邦軍進軍的路上設置了多道防禦陣地，但無法阻擋格蘭特的主力的推進。經一天一夜的交戰，邦聯軍從吉布森港撤退，邦聯僅能自保，無法再威脅大灣的聯邦軍登陸場。
此時格蘭特面臨一個抉擇。他最初的命令是大灣登陸建立支撐點後，主力繼續向南，配合班克斯的艦隊先攻哈德遜港，再調頭北上解決維克斯堡。然而一方面班克斯和格蘭特軍階相同而班克斯資歷長，班克斯可以指揮格蘭特以攬全功；另一方面班克斯還在肅清紅河附近的邦聯軍，暫時無暇顧及哈德遜港。格蘭特也就順水推舟，決定先攻維克斯堡，並報告給華府陸軍總司令部。與此同時，格蘭特繼續沿著皮埃爾溪（Bayou Pierre）北支南岸至“磨石淺灘”（Grindstone Ford），擊敗了駐守在那裡的邦聯守軍並渡河。殘留在大灣砲台的邦聯軍側翼丟失有被包圍的危險。邦聯軍指揮官博溫將軍下令撤出大灣附近的殘餘部隊向東北維克斯堡撤退，從漢金森渡口（Hankinson's Ferry）處渡過大黑河（Big Black River）逃回維克斯堡。
格蘭特起初打算尾追博溫軍直上維克斯堡，但斥候傳來的情報表明，彭博頓在維克斯堡構築了大量防禦工事，並佔據了有利地形，強攻恐一時難下。格蘭特遂打算先切斷維克斯堡東面的補給線，即和州府傑克遜的鐵路線。格蘭特遂命令麾下三個軍，分別進攻鐵路線上三個重要車站：馬克克拉南率第13軍攻愛德華德車站，薛曼率第15軍（佯攻結束後和主力會師）攻中途車站，麥花臣率第17軍攻克林頓。

### 雷蒙德戰鬥
見格蘭特已從維克斯堡和傑克遜以南進展，彭博頓遂於5月10日命令駐守傑克遜的增援部隊向西南運動，至20英里（30公里）外的雷蒙德以防禦聯邦軍。約翰·格雷格率加強旅團從哈德遜堡長途跋涉而來至傑克遜，未經休整就開赴雷蒙德前線，於11日下午抵達。次日，格雷格旅團在十四里澗（Fourteen Mile Creek）處準備伏擊聯邦軍。先鋒部隊為第17軍一個師團，師團長為約翰·亞歷山大·洛根少將。格雷格遂決定在河口伏擊洛根師團，並妥善佈置了砲兵和步兵陣地。洛根師團抵達後，格雷格部隊猛烈發炮轟擊，給洛根師團帶來了嚴重的傷亡，部份部隊開始動搖，但洛根仍設法穩住了軍隊，維持了戰線並在邦聯軍猛攻下巋然不動。隨著越來越多的聯邦軍前來增援，戰鬥持續了6個多小時，格雷格以寡擊眾，聯邦軍終於壓倒了邦聯軍並反擊勝利。格雷格遂下令部隊撤出戰場並向傑克遜方向的密西西比泉城（Mississippi Spring）撤退。雷蒙德失守使得維克斯堡至傑克遜的鐵路線側翼暴露。維克斯堡和傑克遜之間交通隨時可能被聯邦軍切斷。
雖然麥花臣的第17軍在正面進攻取得了勝利，但傑克遜仍然有邦聯軍隊駐守，在格蘭特進攻鐵道線沿線據點時可能威脅到其側翼。此時邦聯上將約瑟夫·埃格爾斯頓·約翰斯頓正率增援部隊趕往傑克遜，更有傳言邦聯上將P·G·T·博雷加德也將趕到。屆時傑克遜將厚集邦聯援軍，隨時可以威脅格蘭特側翼，戰役局勢就可能發生逆轉。在此情形下，格蘭特決定下先手先奪取傑克遜，徹底消除側翼的危險。他遂命令薛曼和麥花臣的第15，17兩個軍立刻攻擊傑克遜。

### 傑克遜戰鬥
5月9日，美利堅聯盟國戰爭部將約瑟夫·埃格爾斯頓·約翰斯頓上將調任到密西西比地區，並任命其統一指揮戰區內所有部隊。5月13日，約翰斯頓從田納西州中部抵達傑克遜，隨即發現聯邦軍薛曼和麥花臣兩個軍正在向傑克遜推進，而守軍只有格雷格指揮的6000人左右。約翰斯頓遂下令傑克遜的軍隊和聯盟國政府撤退，但格雷格表示將率軍斷後直到撤退行動結束。5月14日上午10點，聯邦軍開始和邦聯軍交火。邦聯軍在大雨中抵禦攻勢，但因聯邦軍人多勢眾而逐漸後退。至下午，約翰斯頓通知格雷格撤退工作已經完成，格雷格的部隊才向北撤出傑克遜。隨即第15軍進入傑克遜。在原博溫將軍的住所，格蘭特司令官（隨第15軍行動）舉行了開城慶祝。聯邦軍在城內部份縱火，毀壞工廠和財物，並且切斷了通往維克斯堡的鐵路。
傑克遜的陷落被認為是約翰斯頓軍事生涯的敗筆。因為當時邦聯軍在傑克遜周圍兵力劣勢並不明顯，雖然14日早間只有6,000人，但各路增援人馬都在路上，最遲在次日將有15,000人加入戰場。傑克遜作為密西西比州的州府，其過早陷落使得聯盟國威信大損，士氣降低。傑克遜更是數條鐵路線的連結樞紐，其陷落對邦聯的戰略態勢起到不利作用。格蘭特攻佔傑克遜後，遂無後顧之憂，下令全軍向維克斯堡進攻。約翰斯頓率軍沿坎頓路（Canton Road）向北撤退，他同時命令維克斯堡的司令官彭博頓率主力三個師團約23,000余人從愛德華德車站（此時尚在邦聯軍手中）往西前出攻擊克林頓，以圖恢復鐵路線並牽制住格蘭特的側翼。然而彭博頓和其副手認為約翰斯頓的計畫很可能會正當格蘭特的鋒芒，太過於冒險，提出轉而攻擊從大灣到雷蒙德的聯邦軍補給線。5月16日，約翰斯頓再次發送一到命令重申他的安排，此時彭博頓大軍已經出發行進在愛德華至雷蒙德的公路上，此時正在冠軍山（Champion Hill）附近，彭博頓只能後軍改前軍，調頭往克林頓奔去。

### 冠軍山戰鬥
5月16日，在接到約翰斯頓命令變陣後的彭博頓主力三個師團調頭，隨即上午7時，和前來截擊的聯邦軍第13軍一部展開戰鬥。邦聯軍迅速依託山脊從東北向西南佈置了防禦陣地，居高臨下，陣前有傑克遜澗（Jackson Creek）流過提供天然的防禦地形抵抗聯邦軍進攻。但是彭博頓未曾料到聯邦軍有一個縱隊沒有加入戰鬥，而是向北從傑克遜路（維克斯堡至傑克遜公路）包抄彭博頓的左翼。後為了觀察戰場動向，彭博頓令屬下史蒂芬·迪爾·李准將率其旅團駐守在冠軍山山頂以監視聯邦軍動向。李准將迅速發現了這支包抄縱隊，如果這支總隊偷襲得手，彭博頓主力將退無歸路。李准將迅速回報給彭博頓，彭博頓隨即派兵增援左翼堵截。這時位於“冠軍屋”（Champion House）的聯邦軍開始前進至出發陣地準備進攻並佈置支援砲火。得知在冠軍山遭遇邦聯軍主力，格蘭特迅速趕往前線並於上午10時抵達。隨即他命令全軍於上午11時30分發起總攻。至下午1時，已攻至邦聯位於山脊的核心陣地。不久後，聯邦軍突破了邦聯軍主陣地防線，邦聯軍陷入部分混亂。聯邦軍繼續猛打猛衝，佔領了傑克遜路和通往冠軍山的路口，封住了邦聯軍退路。這時邦聯博溫師團發動反衝擊，擊退了聯邦軍，將其逐回主陣地前。這時聯邦軍一路援兵從克林頓趕來，得到生力軍的格蘭特再次發起總攻擊，彭博頓已無力再戰，下令全軍沿唯一未被佔領的通道：布萊克澗和雷蒙德路（維克斯堡至雷蒙德公路）撤退。勞埃德·蒂爾曼准將率所屬旅團殿後，不惜一切代價阻擋聯邦軍。最後蒂爾曼旅團長戰死。16日傍晚，聯邦軍奪取了雷蒙德路布萊克澗橋，至午夜已經佔領了愛德華德，彭博頓率領殘兵退入維克斯堡。

### 大黑河橋戰鬥
5月16日夜至17日，彭博頓撤往維克斯堡的途中，派師團長博溫准將率領其下屬三個旅團，在撤退道路大黑河橋東岸設陣地，以阻滯聯邦軍進攻。5月17日上午，馬克克拉南率領第13軍三個師團從愛德華德出發向西攻擊前進，隨即在大黑河橋東岸遇上邦聯軍阻擊陣地。邦聯軍從構築的胸牆陣地後向聯邦軍射擊，埋伏的砲兵也連續開火。聯邦軍第14師團（師團長尤金·阿薩·卡爾准將）下屬第二旅團旅團長麥克爾·凱利·勞勒准將率全旅團從邊上河彎處一處斷涯下水，趟過齊腰深的河水，衝入邦聯軍陣地的後方。把守這一段陣地的是約翰·克勞福德·梵高准將率領東田納西旅團，由新兵組成缺乏經驗，在猛攻下開始混亂，並最終使得整個邦聯戰線出現動搖。邦聯軍隨即從鐵路橋和一座臨時搭建的浮橋開始撤退。最後邦聯軍燒毀了兩座橋以阻擋聯邦軍。整場戰鬥下來邦聯軍已經潰散，建制混亂的逃回維克斯堡。約1,800人成為了聯邦軍的俘虜。

### 維克斯堡攻城戰

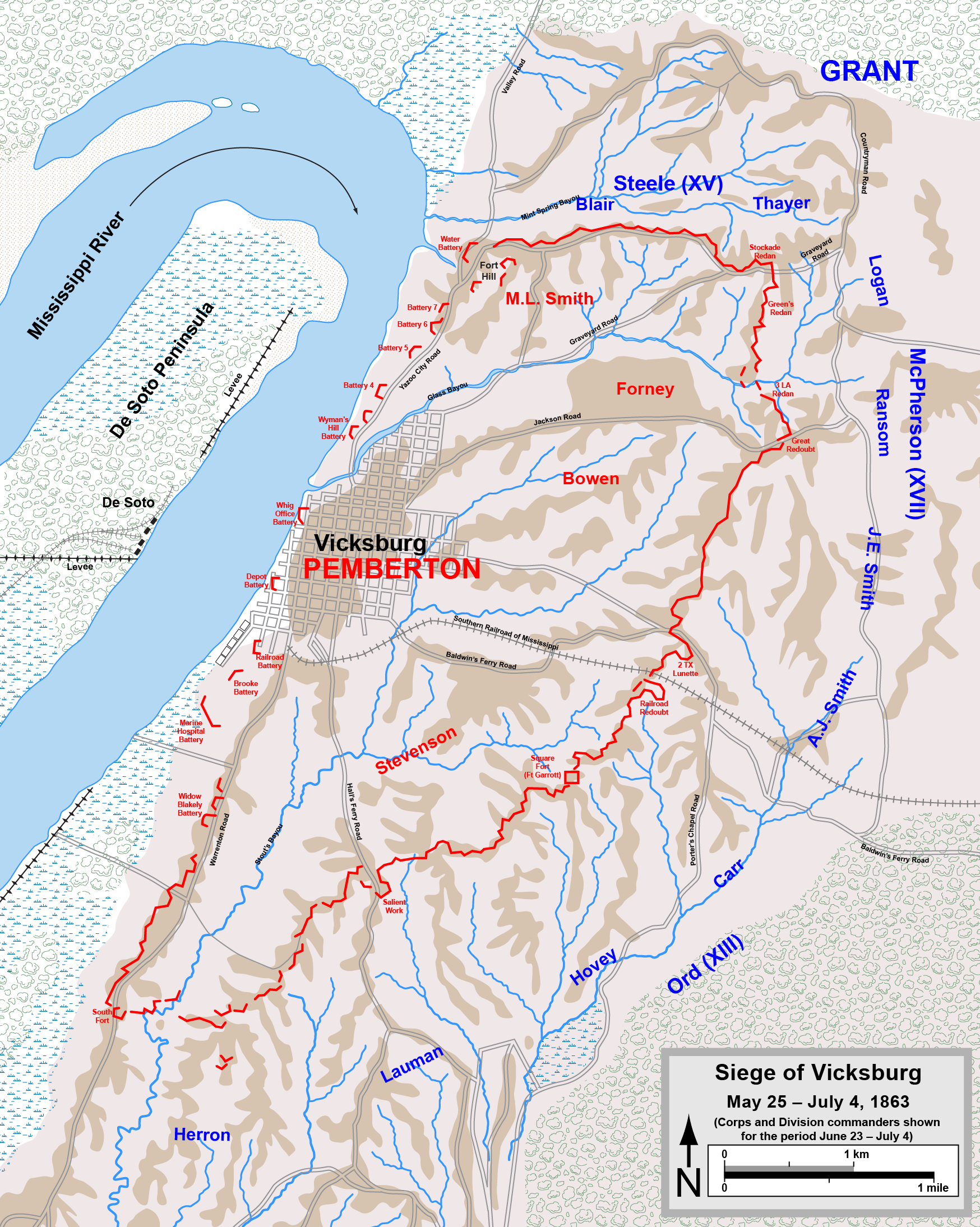
維克斯堡攻城戰局勢圖，1863年6月23日至7月4日

5月中下旬，隨著邦聯軍在維克斯堡城外連戰連敗，所有外圍陣地均以丟失，維克斯堡已經完全北聯邦軍所包圍。然而維克斯堡易守難攻，加之邦聯經營維克斯堡日久，構築了大量深溝高壘防禦陣地，又有大量軍隊把守，聯邦軍拿下維克斯堡絕非易事。5月18日，維克斯堡攻城戰正式打響。19日和22日，聯邦軍發動兩次總攻擊，均告失敗。22日那一次總攻擊中，馬克克拉南率第13軍取得部份突破，但被邦聯軍擊退，傷亡3,200余人。此時約翰斯頓命令彭博頓放棄維克斯堡，將軍隊轉移出去，但此時維克斯堡已被徹底包圍，幾無可能。約翰斯頓還計畫攻擊格蘭特後路，撕開一個口子是彭博頓逃脫，但是缺乏足夠的兵力實施。格蘭特亦有此擔憂，因此他一面加緊包圍和攻擊維克斯堡，一面派遣一個師團防守大黑河附近和其他戰略要地。6月10日，聯邦軍約翰·格魯布·帕克少將率領第9軍加入維克斯堡前線，格蘭特遂命令薛曼統一指揮後方兵力（含第9軍和其他一些部隊），防備坎頓方向約翰斯頓可能的進攻。第15軍司令官一職由弗雷德里克·斯蒂爾准將接任。約翰斯頓於7月1日率軍進軍大黑河畔試圖替彭博頓解圍，但被薛曼擋住後寸步難行，最終結尾失敗退回傑克遜（此時已被聯邦軍搗毀並放棄），所有解救維克斯堡行動成為了泡影。彭博頓遂於1863年7月4日令全體邦聯官兵放下武器，開城投降。維克斯堡戰役以聯邦軍全勝，邦聯軍被全殲而畫上句號。

## 周邊戰場的戰鬥
在聯邦軍進攻為了斯堡的同時，周邊戰場也爆發了一系列戰鬥，聯邦軍取得了這些戰鬥的勝利，保證了維克斯堡戰役的順利施行。

### 米利肯灣防禦戰
米利肯灣（Milliken's Bend）位於維克斯堡西北的密西西比河畔。聯邦軍最後圍攻維克斯堡時，是聯邦軍的重要後勤中心。此處由解放了的黑奴組成的黑人部隊把守，無論是裝備還是訓練都遜於正規軍。6月7日，為緩解維克斯堡壓力，邦聯軍德克薩斯師團對米利肯灣發起進攻，防守的黑人旅團和第23愛荷華志願步兵聯隊一起同仇敵慨，在密西西比河上聯邦軍鐵甲艦砲火支援下，最終守住了陣線。此戰聯邦軍傷亡慘重（652人傷亡），遠高於邦聯軍（185人傷亡）。

### 古德里希登岸點作戰
在維克斯堡戰役期間，聯邦軍機動到密西西比河西岸路易斯安那州境內，佔領了沿岸部分種植園。大量黑奴在動盪中從原主人處逃脫，追隨聯邦軍。為了安置這一批人，聯邦軍將佔領的荒廢的種植園交由這些黑人耕種，獲得的收成賣錢從而自給自足，同時也武裝部份黑人來保衛這些種植園免遭邦聯軍反攻倒算，並承擔一些輔助任務，使得主力部隊可以投入到戰場交戰中去。這些臨時成立的黑人部隊通常缺乏訓練，武器裝備較差，戰鬥力不足。邦聯試圖攻擊這一部分部隊從而騷擾格蘭特後方，搗毀黑人種植園，給格蘭特施壓。6月29日，邦聯組織了一支掃蕩部隊，從阿肯色州蓋恩斯登岸點（Gaines's Landing）出發，向普羅維登斯湖掃蕩前進。然而結果並不理想。雖然邦聯自稱搗毀了大量種植園，破壞了一些武器，但並未造成多大影響，也沒有影響戰局發展。

### 海倫娜戰鬥
為了緩解維克斯堡的壓力，邦聯阿肯色州指揮官西奧菲勒斯·H·赫爾姆斯中將於7月4日率軍攻打聯邦軍佔據的海倫娜。雖然戰鬥開始後邦聯軍一度佔領部份陣地，但隨即被聯邦軍反擊逐出。隨著維克斯堡投降消息傳來，海倫娜戰鬥以邦聯軍撤退而告終。

## 戰後影響

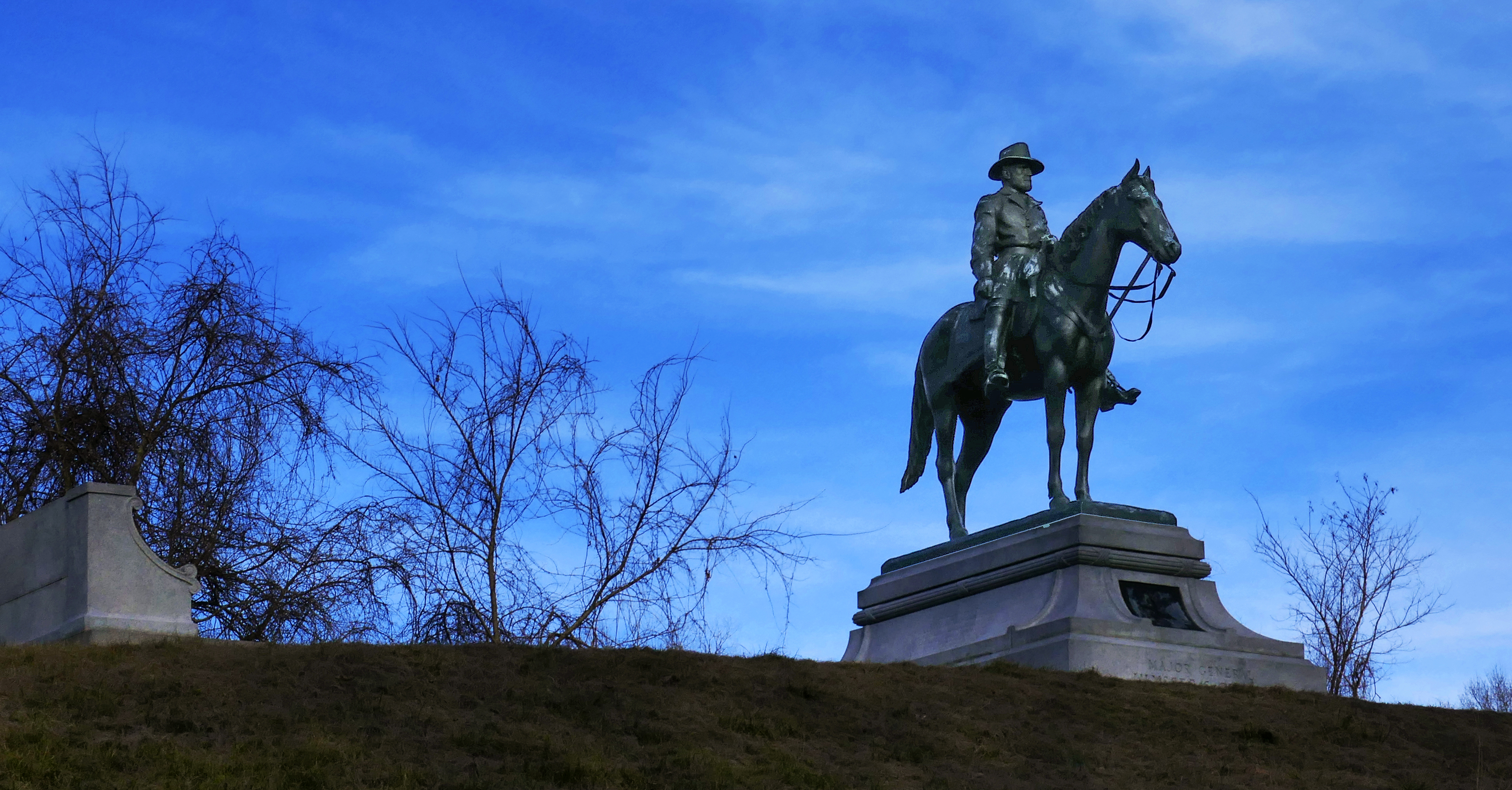
格蘭特總司令官騎馬像，於1919年樹立在維克斯堡國家軍事公園。

從1863年3月29日對維克斯堡的進攻戰開始計算，聯邦軍共傷亡10,142人，邦聯軍傷亡9,091人。其中，維克斯堡攻城戰中聯邦軍傷亡4,910人，邦聯軍僅傷亡2,872人。最終邦聯軍總司令官彭博頓以下29,495人全部投降。士兵投降後不久被釋放回鄉。此外格蘭特還繳獲大量火砲，槍枝，彈藥。
維克斯堡戰役也是1863年聯盟國在軍事戰場上第二次大敗，僅一天前（7月3日），羅伯特·愛德華·李上將在東線戰場攻打蓋茨堡失利，次日（7月4日）聯邦軍即告光復維克斯堡。在獨立日舉行投降儀式沈重打擊了邦聯國的士氣。和過去在壞聯盟國境內大肆破壞的聯邦軍不同，維克斯堡入城部隊嚴整，對於放下武器的邦聯軍士兵，聯邦軍為其提供了衣物和食品。而市內一些囤積居奇發戰爭財的商人，聯邦軍士兵也果斷的予以懲罰，將其囤積的食品貨物拋出分給缺衣少食的邦聯俘虜。格蘭特事後回憶道“（維克斯堡開城後）兩軍士兵消除了彼此的敵意，彷彿是一個戰壕裡的弟兄”。然而敵意卻無法被輕易抹平。維克斯堡居民從此從不大規模慶祝7月4日美國獨立日，僅部份特殊年份除外。
維克斯堡戰役的勝利對美國內戰戰局有著重大影響。維克斯堡戰役是聯邦軍在密西西比河規模最大，戰果最多的一次戰役。戰役勝利後，下游哈德遜港邦聯守軍也於7月9日向聯邦軍班克斯海軍少將開城投降。聯邦軍最終掃清了密西西比河沿岸所有邦聯據點，全據密西西比河，將聯盟國一分為二。水路運輸從此可以從聖路易斯直下新奧爾良入海，一路暢通無阻，源源不斷為西部戰區提供充足的後勤補給。林肯總統在得知戰役勝利後說道“眾河之父（密西西比河）從此可以暢通無阻的奔向大海了”。
維克斯堡勝利後，林肯總統親自致信格蘭特表示感謝：
My dear General
I do not remember that you and I ever met personally. I write this now as a grateful acknowledgment for the almost inestimable service you have done the country. I wish to say a word further. When you first reached the vicinity of Vicksburg, I thought you should do, what you finally did—march the troops across the neck, run the batteries with the transports, and thus go below; and I never had any faith, except a general hope that you knew better than I, that the Yazoo Pass expedition, and the like, could succeed. When you got below, and took Port Gibson, Grand Gulf, and vicinity, I thought you should go down the river and join Gen. Banks; and when you turned Northward East of the Big Black, I feared it was a mistake. I now wish to make the personal acknowledgment that you were right, and I was wrong.
Yours very truly,

A. Lincoln
翻譯為：
親愛的將軍
我不記得自己是否曾經見過您，我在此對您為這個國家做出的傑出貢獻致以真誠的感激。我還想向您多說一些我的想法：當您率軍抵達維克斯堡附近時，我曾經想過您應該率軍衝過維克斯堡的敵軍的嚴密防守，和運輸船一起衝到下游去，最後您也的確是這樣做的。對亞祖關遠征和其他一些行動，我從未有過任何成功的信念，而只是一個大致的期望罷了，這一點你比我了解的更多。此外，當你衝到下游，打下吉布森港，大灣和周邊地區時，我曾認為你應該南下和班克斯合兵一處，但你卻折向東北的大黑河畔，對此我曾經十分擔心。現在事實證明，你對了，我錯了，我向您致意我個人的崇敬之情。
您的真誠的：

亞伯拉罕·林肯
格蘭特因維克斯堡的戰功，格蘭特於1863年7月4日被正式任命為美利堅合眾國少將，後綴USA，為美國正規軍少將，而此前軍銜為地方志願兵少將，全稱後綴為volunteers。隨後格蘭特升任密西西比戰區（即原西部戰區1863年改名）總指揮，田納西軍團由薛曼接任。1864年3月格蘭特升任美利堅合眾國中將，陸軍總司令，並最後與戰後1869年當選為美利堅合眾國總統。雖然格蘭特在整個內戰中戰功卓著，但無論是同僚，下屬還是後世歷史學家均認為，維克斯堡戰役是其指揮藝術的最佳體現，完美體現了格蘭特大膽，果斷，奇招相結合的作戰風格，並伴以強大的組織和調度能力。普林斯頓大學歷史學教授詹姆斯·M·麥花臣（James M. McPherson）認為維克斯堡戰役是整個南北戰爭中最具謀略的戰役。路易斯安那州立大學歷史學教授托馬斯·亨利·威廉姆斯（Thomas Harry Williams）也認為維克斯堡戰役是內戰最經典的戰役，也是整個美國軍事史上最經典的戰役之一。美國陸軍野戰條令FM100-5（1986年5月）也指出維克斯堡戰役是美國國土內最具有智謀的戰役。
邦聯軍總司令彭博頓投降後成為戰俘，直至內戰結束方才恢復自由並與於1881年於賓夕法尼亞去世。因為其在維克斯堡戰役中最後投降，不少聯盟國人對其恨之入骨，成為了“聯盟國人最恨的人，至少也是聯盟國人最恨的軍人”（歷史學家史蒂夫·E·伍德沃斯語）。聯盟國人認為彭博頓在兵力尚且充分，彈藥充足，聯邦圍攻逡巡不前時即告投降，是個人意志不堅定和對聯盟國的背叛。其私人好友，聯盟國上將理查德·泰勒也寫道“直到戰後一段時間裡，前聯盟國人普遍認為彭博頓是“北奸”，他加入邦聯軍（彭博頓出身於北方賓夕法尼亞州）就是為了從搞垮邦聯，他選擇7月4日向聯邦軍投降是故意為了振奮北方士氣而搞垮南方”。未能解救維克斯堡的邦聯上將約翰斯頓也因此被指責為“過於謹慎”。聯盟國總統傑斐遜·戴維斯談及維克斯堡戰敗時說道“是的，這場戰役是因為裡面的將軍（彭博頓）想輸，外面的將軍（約翰斯頓）又不會打而輸掉的”。維克斯堡包圍圈內沮喪的敗兵和飢餓的市民希望約翰斯頓來解救他們，但是最終還是失敗了。約翰斯頓背負著“膽小”的罵名從1862年半島戰役到1864年亞特蘭大戰役。然而客觀評論，約翰斯頓能夠組織的兵力的確不足以打破格蘭特的包圍圈，約翰斯頓在戰爭中的表現也獲得了其對手格蘭特的敬意。

## 戰鬥序列

### 聯邦軍
戰役發起時，聯邦軍田納西軍團共有約44,000人。戰役過程中則增加到約75,000人。戰鬥序列如下：
- 田納西軍團，總司令官：尤利西斯·辛普森·格蘭特少將，統一指揮以下參戰部隊：

- - 第13軍，司令官：約翰·亞歷山大·馬克克拉南少將
  - 第15軍，司令官：威廉·特庫姆賽·薛曼少將
  - 第17軍，司令官：詹姆士·博德埃·麥花臣準將
  - 第16軍三個師團，指揮官：卡德瓦勒·柯爾登·沃什伯恩少將
  - 第9軍，司令官：約翰·格魯布·帕克准將，6月中旬加入
  - 北路易斯安那軍團一部，指揮官：埃利亞斯·史密斯·丹尼斯准將

### 邦聯軍
邦聯軍密西西比軍團，戰役發起時約30,000人，戰鬥序列如下：
- 密西西比軍團，總司令官：約翰·克里福德·彭博頓中將

- - 洛林師團，師團長：威廉·韋因·洛林少將
  - 史蒂文森師團，師團長：卡特·利特佩奇·史蒂文森少將
  - 福尼師團，師團長：約翰·賀拉斯·福尼少將
  - 史密斯師團，師團長：馬丁·路德·史密斯少將
  - 博溫師團，師團長:約翰·史蒂文斯·博溫少將

另外駐守在雷蒙德和傑克遜的一小支部隊（約6000人）不屬於密西西比軍團，而是邦聯西部戰區（約瑟夫·埃格爾斯頓·約翰斯頓上將統領）所屬其他部隊，來自於約翰·格雷格准將，佩敦·H·柯爾基特上校，威廉·亨利·塔爾伯特·沃克准將等不同單位。